# Miguel Asen IV da Bulgária
Miguel Asen (em búlgaro:  Михаил Асен - Mihail) era o filho mais velho do imperador João Alexandre (r. 1331-1371) com sua esposa Teodora da Valáquia.

## História
Um ano depois que seu pai ascendeu ao trono, em 1332, o jovem príncipe foi proclamado co-imperador, o herdeiro aparente do pai, e iria reinar com o nome de Miguel Asen IV.
No mesmo ano, Belaur, um irmão de Miguel Asen III, se revoltou em Vidin, provavelmente em apoio ao seu sobrinho, João Estêvão, que havia sido deposto pelo imperador João Alexandre. Contudo, o avanço do imperador bizantino Andrônico III Paleólogo contra a Bulgária no verão de 1332 impediu que João Alexandre agisse contra os rebeldes. Os bizantinos esmagaram as defesas da Trácia, mas o imperador búlgaro marchou rapidamente para o sul com um pequeno exército e rapidamente alcançou Andrônico III em Rusocastro.
Depois de dar a impressão que queria negociar, João Alexandre, reforçado por uma cavalaria mongol, derrotou o menor e melhor organizado exército bizantino na Batalha de Rusocastro. As cidades da região se renderam aos búlgaros enquanto Andrônico III buscava refúgio nas muralhas de Rusocastro. A guerra terminou com João e Andrônico se encontrando para firmar uma paz baseada no status quo. Para selar a aliança, o imperador bizantino noivou sua filha de sua segunda esposa, Ana de Saboia, Maria (Irene), com Miguel Asen, um casamento que ocorreria finalmente em 1339.
Por volta de 1332, João Alexandre coroou Miguel IV como co-imperador, talvez para assegurar a sucessão no trono dentro da família.
Em 1354-1355, os turcos otomanos invadiram a Bulgária e marcharam direto para Plovdiv e Sófia. Um relato numa crônica anônima búlgara menciona que Miguel Asen reuniu os búlgaros e deu combate aos otomanos perto de Sófia, mas foi acabou sendo morto numa pesada derrota para a Bulgária. Contudo, a batalha não foi em vão: os otomanos não conseguiram capturar as cidades e não voltaram a atacar os búlgaros até 1370. No folclore búlgaro, diz-se que o filho do imperador teria morrido a morte dos bravos.